# Tissot (entreprise)
Pour les articles homonymes, voir Tissot.
Tissot est une entreprise d’horlogerie suisse de luxe appartenant au Swatch Group, fondée en 1853 au Locle par Charles-Félicien et Charles-Émile Tissot.
Elle fabrique des montres mécaniques automatiques, électriques à quartz de milieu de gamme et un petit nombre de montres à remontage manuel.

## Historique
En 1853 au Locle, dans le canton de Neuchâtel, Charles-Félicien Tissot, monteur de boîtes en or, et son fils Charles-Émile Tissot, horloger, s'associent pour fonder le comptoir Ch. F. Tissot & Fils. L'entreprise fonctionne alors comme un comptoir d'établissage, autrement dit, les ouvriers fabriquent à domicile les pièces qui composent la montre et les livrent au comptoir pour l'assemblage et la vente. Entre 1860 et 1875, le comptoir Tissot livre non seulement des montres terminées mais également les fournitures de rechange, des outils, des clés et des huiles grâce à un solide réseau de fournisseurs. Durant les premières années de l'entreprise, Charles-Émile Tissot parcourt l'Europe et notamment la Russie afin d'y établir des comptoirs de vente favorisant le développement de la marque à l'étranger.
Charles-Émile Tissot prend la succession de la maison en 1901. Désireux de moderniser l'entreprise, il engage Charles-Ferdinand Perret, horloger, dans le but de moderniser le travail. Sous son égide débutent les premiers pas de la mécanisation de la production. En 1907, une fabrique moderne est construite permettant à la fois la fabrication mécanique et l'établissage. À partir de 1916, plusieurs indices indiquent le virage pris vers le statut de manufacture. Les archives témoignent notamment de l'engagement de personnels qualifiés, de plans de construction de montres ; de plus, l'équipement est modernisé. L'arrivée de la Première Guerre mondiale et la paralysie du marché russe à la suite de la révolution de 1917 obligent l'entreprise à chercher de nouveaux débouchés concrétisés par la fabrication de montres-bracelets destinées à un public plus large et l'organisation définitive en manufacture avec la fabrication sur place des ébauches,.
Associée avec Omega depuis 1925 au sein d'un partenariat commercial, la firme Tissot crée avec cette dernière la holding Société suisse pour l'industrie horlogère (SSIH), qui permet aux deux firmes de rationaliser leur approvisionnement et leur distribution. Mais confrontée à l'évolution technologique, cette alliance doit fusionner avec le groupement ASUAG au sein de la Société suisse de microélectronique et d'horlogerie (SMH) en 1983. Enfin ce consortium, voulu par les banques et le Conseil fédéral, laisse place en 1998 au The Swatch Group.
En parallèle au rapprochement avec Omega, l'entreprise adopte les principes de la rationalisation pour la fabrication des calibres au début des années 1930. Cette rationalisation se traduit par un assortiment de produits réduit avec cependant un choix de cadrans interchangeables. En 1930, Tissot crée la première montre-bracelet amagnétique au monde. Dès 1938, les modèles étanches attestent du caractère innovant de l'entreprise.

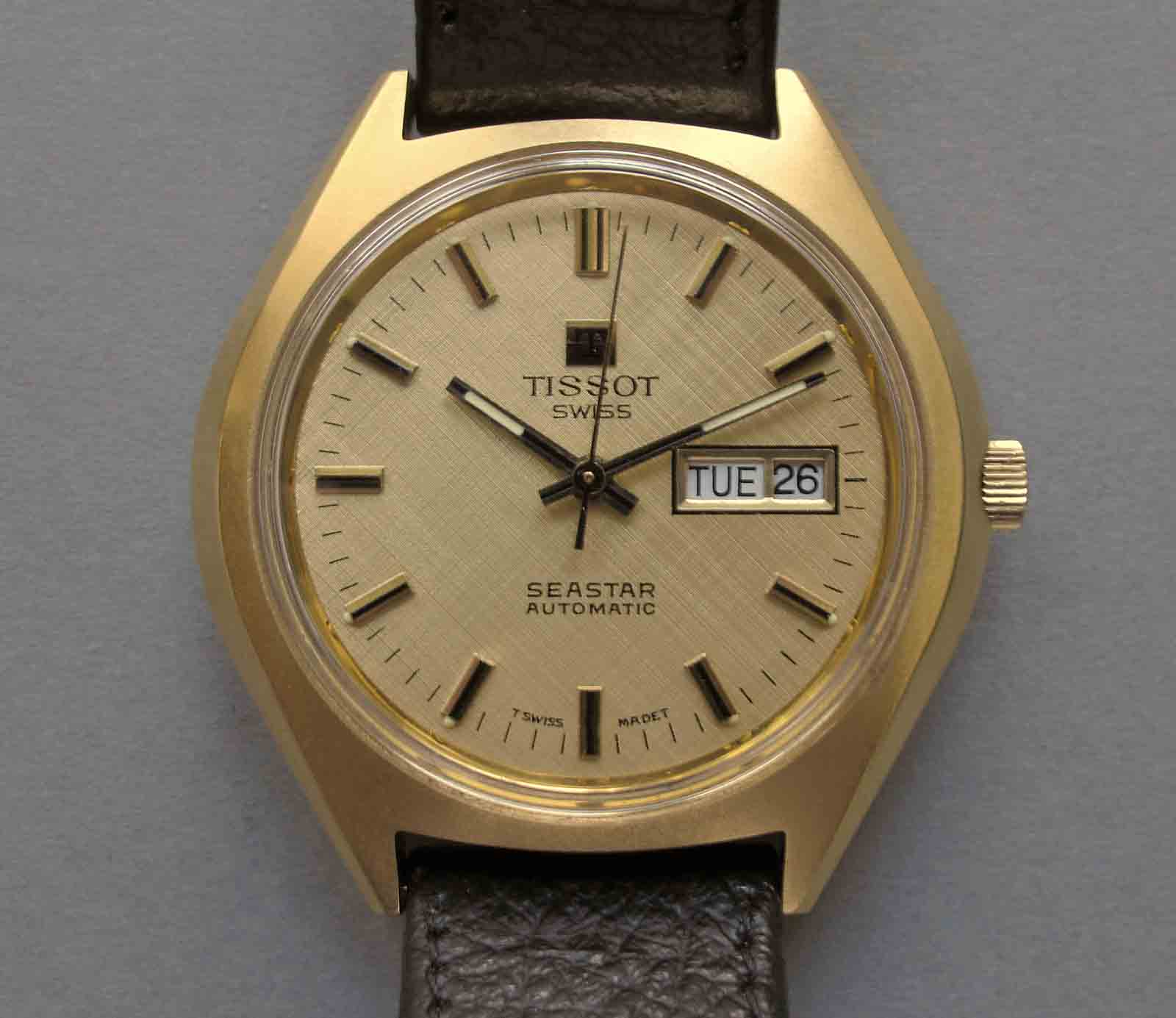
Le modèle Tissot Seastar automatique (1977)

Dès 1956, Edouard-Louis Tissot ouvre un bureau de recherches techniques permettant le développement du calibre unique permettant un renouvellement rapide des collections Tissot. Le quartz apporte lui aussi de nouveaux progrès avec la sortie de plusieurs modèles mais également la crise horlogère. Dans les années 1975 à 1980, Tissot restructure et cesse la fabrication d'ébauches.
Sous l'égide de Swatch, l'automatisation de la production est encore développée permettant de meilleurs rendements et l'assortiment est à nouveau dynamisé avec la sortie de nouveaux modèles. La production continue de montres de poche permet également à l'entreprise de se positionner sur d'autres marchés. En 2010, Tissot emploie 1000 personnes dont 300 au Locle et produit environ trois millions de montres.
En 2024, le rapport publié le 28 février par la banque Morgan Stanley et la société suisse Luxe Consult relatif à l'état estimatif de la production horlogère en 2023 des 50 premières sociétés établies en Suisse fait apparaître que Tissot est classé au 10 ème rang avec un chiffre d'affaires estimé à 825 millions de francs suisses pour une production de 3,1 millions de montres. Le chiffre d'affaires de Tissot est estimé à environ 2,5 % du total des ventes des 50 premières sociétés horlogères en Suisse, soit 36,127 milliards de francs suisses. Au vu du chiffre d'affaires estimé en 2023 et du nombre total de montres vendues, le coût moyen d'une montre Tissot serait d'environ 266 francs suisses.

## Modèles
À ses débuts, Tissot nommée encore Chs Tissot & fils propose une montre savonnette jusqu'en Russie tsariste. Tissot lance l'iconique modèle Tissot Navigator en 1951. L'innovation technique des années 1970 permet à Tissot de proposer un mouvement sans usinage en matières synthétiques, c'est le modèle Astrolon. Modèle complété par la montre Sytal disposant d'un palier autolubrifiant. En 1978, Tissot a créé un modèle à quartz, caractérisé par un boîtier fin, des index étroits et un bracelet en acier. Tissot renoue le succès avec la PR 100, sélectionnée en 1980 comme montre officielle des équipes olympiques d'Allemagne, d'Autriche et de Suisse. En 1985, Tissot sort la Rock Watch, première montre en granit et réinvestit le marché américain délaissé depuis une dizaine d'années. En 1988, Tissot risque sur le marché le modèle The Wood, en bois. En 2000, Tissot présente son modèle T-Touch, première montre suisse tactile comportant de nouvelles fonctions telle qu'une boussole, un altimètre, un baromètre, etc.

## Notoriété
Les montres de Tissot ont été portées par Sarah Bernhardt, Carmen Miranda, Elvis Presley, Grace Kelly, Nelson Mandela et James Stewart.

## Sponsoring
Tissot a été le chronométreur officiel de nombreux sports majeurs, notamment le MotoGP, le hockey sur glace, le cyclisme (depuis 1995) et la Fédération internationale de basketball (FIBA), les championnats du monde d'escrime, l'Association nationale féminine de basketball, pendant de nombreuses années. Être le chronométreur officiel signifie que Tissot a la responsabilité de chronométrer chacun de ces sports. Il a sponsorisé l’équipe nationale suisse de basketball, l’Association chinoise de basketball et d’autres manifestations liées au basketball, équipes et organisations.
Après avoir été chronométreur du Tour de France entre 1988 et 1992, Tissot annonce son retour en 2016 comme chronométreur officiel du Tour de France et de tous les événements organisés par Amaury Sport Organisation jusqu'en 2021.